# NGC 6986
NGC 6986 је елиптична галаксија у сазвежђу Јарац која се налази на NGC листи објеката дубоког неба.
Деклинација објекта је - 18° 33' 58" а ректасцензија 20h 56m 30,6s. Привидна величина (магнитуда) објекта NGC 6986 износи 13,7 а фотографска магнитуда 14,7. NGC 6986 је још познат и под ознакама ESO 598-7, MCG -3-53-11, NPM1G -18.0530, PGC 65750.